# Rodel vid olympiska vinterspelen 1998
Resultat från tävlingarana i rodel vid olympiska vinterspelen 1998
| Gren           | Guld                                    | Silver                           | Brons                               |
| Singel, herrar | Georg Hackl · Tyskland                  | Armin Zöggeler · Italien         | Jens Müller · Tyskland              |
| Dubbel         | Stefan Krausse & Jan Berendt · Tyskland | Chris Thorpe & Gordy Sheer · USA | Mark Grimmette & Brian Martin · USA |
| Singel, damer  | Silke Kraushaar · Tyskland              | Barbara Niedernhuber · Tyskland  | Angelika Neuner · Österrike         |